# Umayya
Umayya (andere Schreibweisen: Umaya, Omayya, Omaya oder Oumayya; arabisch نادي أمية الرياضي, DMG Nādī Umayya ar-Riyāḍī ‚Sportverein ›Umayyaden‹‘) ist ein Sportverein aus der 110.000 Einwohner zählenden syrischen Provinzstadt Idlib. Seine Heimspiele trägt der Verein im Al Baladi Stadion aus. Der Verein wurde 1972 gegründet und bildete damit die Nachfolge des in den 1950er-Jahren gegründeten Vorgängers Al-Akhaa Sports Club Idlib.
Umayya spielte 1991/1992, von 2001/2002 bis 2004/2005 und von 2008/2009 bis 2014 in der syrischen Ersten Liga.
Als weitere Sportarten im Verein sind vor allem Handball und Kampfsport (in Männer- wie Frauenteams, vor allem im Ringen und Judo) zu erwähnen.

## Vereinserfolge

### National
- 2. syrische Liga

Meister und Aufsteiger 2007/08